# Стрекопытов, Владимир Васильевич
Владимир Васильевич Стрекопытов (16 июня 1890, Тула, Российская Империя — 5 апреля 1941, Таллин, Эстонская ССР, СССР) — штабс-капитан царской армии, руководитель антисоветского вооружённого выступления в марте 1919 года («Стрекопытовский мятеж»). В ходе мятежа на территории города Гомеля и нескольких прилегающих районов была провозглашена власть Русской Народной Республики.

## Биография
Родился в 1890 году в Туле в семье купца и фабриканта.
В 1914 году с началом Первой мировой войны поступил добровольцем в царскую армию.
В 1914—1915 годах учился во 2-й Ораниенбаумской школе прапорщиков. Позже произведен в офицеры.
В 1918 в Туле (до мобилизации в Красную армию) вступил в партию РСДРП (меньшевиков).
Примерно в июне 1918 в Туле был призван в РККА.
В ноябре 1918 арестован Тульской ЧК по обвинению в контрреволюционной агитации. В конце декабря 1918 освобожден по ходатайству командира полка и в связи с отправкой полка в прифронтовую зону — в города Бобруйск и затем в Гомель.
В январе 1919 года занимал должность заведующего хозяйственной частью 68-го полка 2-й Тульской бригады 8-й дивизии РККА. В конце марта 1919 года дивизия была направлена на фронт под Овруч, где по просчёту командования попала под сильнейший двухдневный артиллерийский обстрел со стороны войск УНР. После чего, 68-й полк дивизии самовольно покинул боевые рубежи и вернулся в Гомель, попутно к нему в Калинковичах присоединился 67-й полк. Изначально планировалось, что вооружённые полки захватят паровоз и дезертируют в Брянск и Тулу. Однако, избранный командующим, В. В. Стрекопытов убедил солдат в том, что план прорыва в тыл равнозначен самоубийству. В качестве альтернативы было принято решение поднять мятеж против советской власти и заручиться поддержкой других частей в прифронтовой зоне.
Вечером 24 марта 1919 года мятежники под командованием Стрекопытова захватили Гомель. Численность армии повстанцев по различным данным составляла от 6 000 до 10 000 солдат, а также располагала значительным количеством артиллерийских орудий. В ходе захвата города стрекопытовцы практически встретили ожесточённое сопротивление со стороны 300 красноармейцев и милиционеров у гостиницы «Савой», однако после применения орудий, обороняющиеся сдались. Высшее партийное руководство Гомеля и лица, оказавшие сопротивление мятежникам, были помещены в городскую тюрьму.
25 марта 1919 года В. В. Стрекопытов провозгласил создание Русской Народной Республики с центром в Гомеле. Местное население скептически отнеслось к новой власти (с декабря 1918 года по март 1919 года это была 4-я смена власти в городе), ряды повстанцев пополнили только отставные офицеры царской армии, железнодорожники, гимназисты и члены ряда спортивных обществ. В городе был введён комендантский час, запрещена продажа спиртного, жёстко пресекались грабежи и мародёрство.
26 марта 1919 года к мятежу присоединился город Речица, где восстала местная караульная рота.
26—29 марта 1919 года предпринимались безуспешные попытки расширить территории влияния Стрекопытова. К 29 марта Гомель был с трёх сторон окружён частями РККА, повстанцы приняли решение отступать через Калинковичи в Мозырь для последующих переговоров о соединении с армией Петлюры. Перед отступлением были казнены 12 арестантов тюрьмы (в основном, партийное руководство Гомеля).
30—31 марта 1919 года отступающие с боями заняли Василевичи и Юровичи, вплотную приблизившись к Калинковичам. Однако вскоре выяснилось, что мост через Припять, ведущий в Мозырь, взорван красноармейцами, а на подавление мятежа прибыло на бронепоезде подразделение китайцев. 31 марта 1919 года 6000 стрекопытовцев вплавь пересекли Припять и присоединились к частям УНР в качестве обособленного Русско-Тульского отряда, ещё около 2000 мятежников попали в плен (150 из них позже были казнены).
В марте—мае 1919 года отряд под командованием В. В. Стрекопытова в составе УНР принимал участие в боях против РККА. В мае 1919 года Стрекопытов попал в плен к войскам Польской Республики вблизи Ровно.
В мае—июле 1919 года находился в тюрьме в Брест-Литовске.
В июле 1919 года Стрекопытов и соратники были освобождены и направлены в Эстонию для формирования антикоммунистических отрядов. В городе Гдов (ныне Псковская область, Российская Федерация), во второй половине июля из них был сформирован 1-й Тульский полк под командованием Стрекопытова в 600 человек, который был придан дивизии А. П. Ливена. В первом же бою 4 августа 1919 года в Ямбурге большая часть бойцов разбежалась при первом появлении броневиков РККА. Стрекопытов в дальнейшем служил в 1-м пехотном Георгиевском полку также в чине капитана.
В 1920 году после ликвидации Армии Ливена создал на основе своего полка Тульскую рабочую артель (около 1000 человек), занимавшуюся рубкой леса. Конторы по вербовке солдат СЗА в артель находились в Таллине, Нарве и Йыхви.
В начале 1930-х годов В. В. Стрекопытов проживал в Таллине. Принимал активное участие в деятельности таллинского отдела Союза взаимопомощи чинов бывшей Северо-Западной армии и русских эмигрантов в Эстонии. Состоял также в совете старшин таллинского Русского общественного собрания. После ввода в Эстонию советских частей и последовавших за этим арестов, сжег все свои дневники.
В октябре 1940 года арестован войсками НКВД в Таллине.
В феврале 1941 года приговорен к расстрелу. В апреле 1941 года приговор приведён в исполнение.